# 深澤美和
深澤 美和（ふかさわ みわ、1986年10月2日 - ）は、日本の元女子プロ野球選手。兵庫スイングスマイリーズに所属していた。本名は鈴木美和で、深澤は旧姓。夫は至学館高校女子硬式野球部監督の鈴木雄太。

## 概要
浮島少年野球団で野球をはじめ、その後富士シニアに進み、浮島中学校と加藤学園高校ではソフトボール部に所属した。
中京女子大学硬式野球部では、創部時の部員のひとりとして事実上の初代主将を務め、投手や遊撃でプレーした。大学4年間の成績は、女子単独チームで男子のいるチームに挑んだこともあり、0勝45敗だった。最後の試合では後輩に勝たせてあげたかったと涙を流した。
その後日本プロスポーツ専門学校硬式野球部では、唯一の女子部員として他の男子部員と共に試合に出場した
。
専門学校卒業後は教員を目指すつもりだったが、両親の後押しで2009年の日本女子プロ野球機構のトライアウトを受験し、合格。同年12月に行われたドラフト会議で京都アストドリームスから内野手部門4順目で指名を受け、加入が決定。プロ1年目は主にセカンドとして全試合に出場し、打率.282を記録した。同年オフに中村茜と共に、小久保志乃・松本育代との交換トレードで兵庫スイングスマイリーズに移籍した。兵庫の二塁手には（3割5分ほど打っていた松本育代の故障もあって）深澤と同等の成績を残した田中幸夏がいた。2011年、田中との競争に敗れ、正遊撃手厚ヶ瀬がマウンドに立つ際の控え内野手との位置づけで開幕を迎えるが、開幕早々に投手・厚ヶ瀬が不振により登板機会がなくなり、深澤には出番がほとんどなくなった。結局2年目の深澤はわずか18試合の出場に留まった。同年12月13日、日本女子プロ野球機構より退団が発表され、同月16日に、戦力外が理由であったことが発表された。
2012年4月からは、至学館高等学校女子硬式野球部ならびに至学館大学女子硬式野球部の監督に就任した。2015年に結婚し、2016年に出産した。

## 詳細情報

### 年度別打撃成績
| 年 度     | 球 団        | 試 合 | 打 席 | 打 数 | 得 点 | 安 打 | 二 塁 打 | 三 塁 打 | 本 塁 打 | 塁 打 | 打 点 | 盗 塁 | 盗 塁 死 | 犠 打 | 犠 飛 | 四 球 | 敬 遠 | 死 球 | 三 振 | 併 殺 打 | 打 率 | 出 塁 率 | 長 打 率 | O P S |
| --------- | ------------ | ----- | ----- | ----- | ----- | ----- | -------- | -------- | -------- | ----- | ----- | ----- | -------- | ----- | ----- | ----- | ----- | ----- | ----- | -------- | ----- | -------- | -------- | ----- |
| 2010      | ドリームス   | 40    | 166   | 142   | 15    | 40    | 9        | 0        | 0        | 49    | 6     | 0     | 2        | 14    | 0     | 7     | -     | 3     | 13    | 7        | .282  | .329     | .345     | .674  |
| 2011      | スマイリーズ | 18    | 20    | 13    | 2     | 1     | 0        | 0        | 0        | 1     | 0     | 0     | 0        | 2     | 0     | 2     | -     | 3     | 1     | 0        | .077  | .333     | .077     | .410  |
| JWBL：2年 | JWBL：2年    | 58    | 186   | 155   | 17    | 41    | 9        | 0        | 0        | 50    | 6     | 0     | 2        | 16    | 0     | 9     | -     | 6     | 14    | 7        | .265  | .329     | .323     | .652  |

- 「-」は記録なし。

### 背番号
- 4 （2010年 - 2011年）